# Contatore proporzionale
Un contatore proporzionale è un rivelatore di particelle a gas, che come tutti i rivelatori a gas rivela le particelle misurando la carica prodotta dalla ionizzazione delle molecole di un gas provocata dal passaggio della particella. Questa carica è proporzionale all'energia che ha rilasciato la particella. La sua caratteristica è quella di usare tensioni abbastanza alte che consentono agli elettroni prodotti dalla particella primaria di creare altre ionizzazioni con un processo che si ripete a valanga. In questo modo i segnali risultanti hanno un buon rapporto segnale-rumore.

## Funzionamento

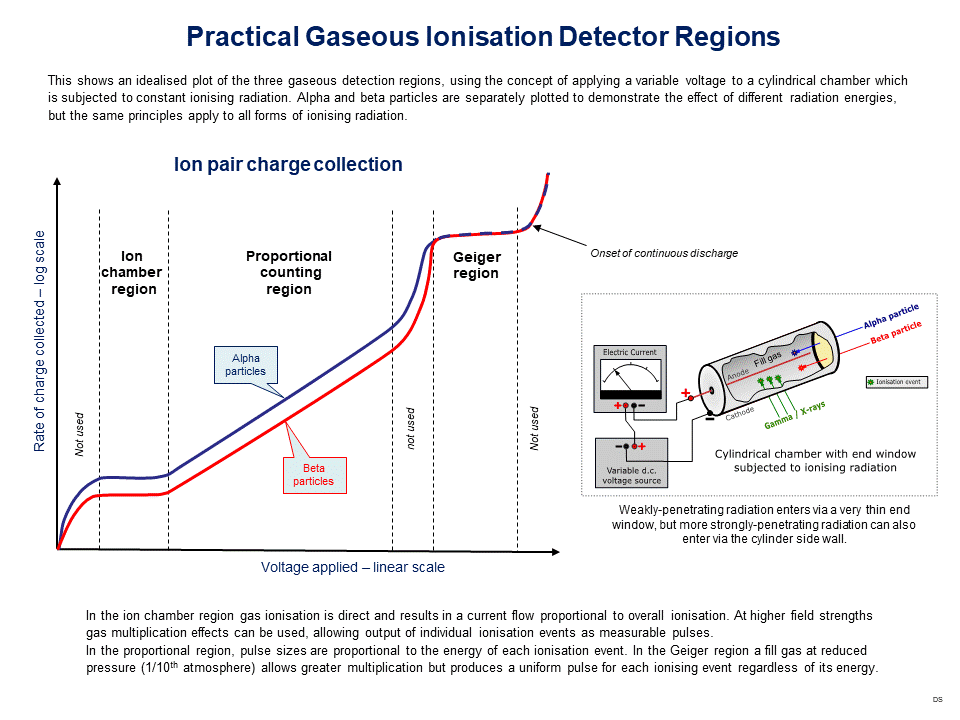
Grafico delle variazioni della corrente di ioni rispetto al voltaggio per un rilevatore di radiazioni a filo in contenitore cilindrico con un gas.

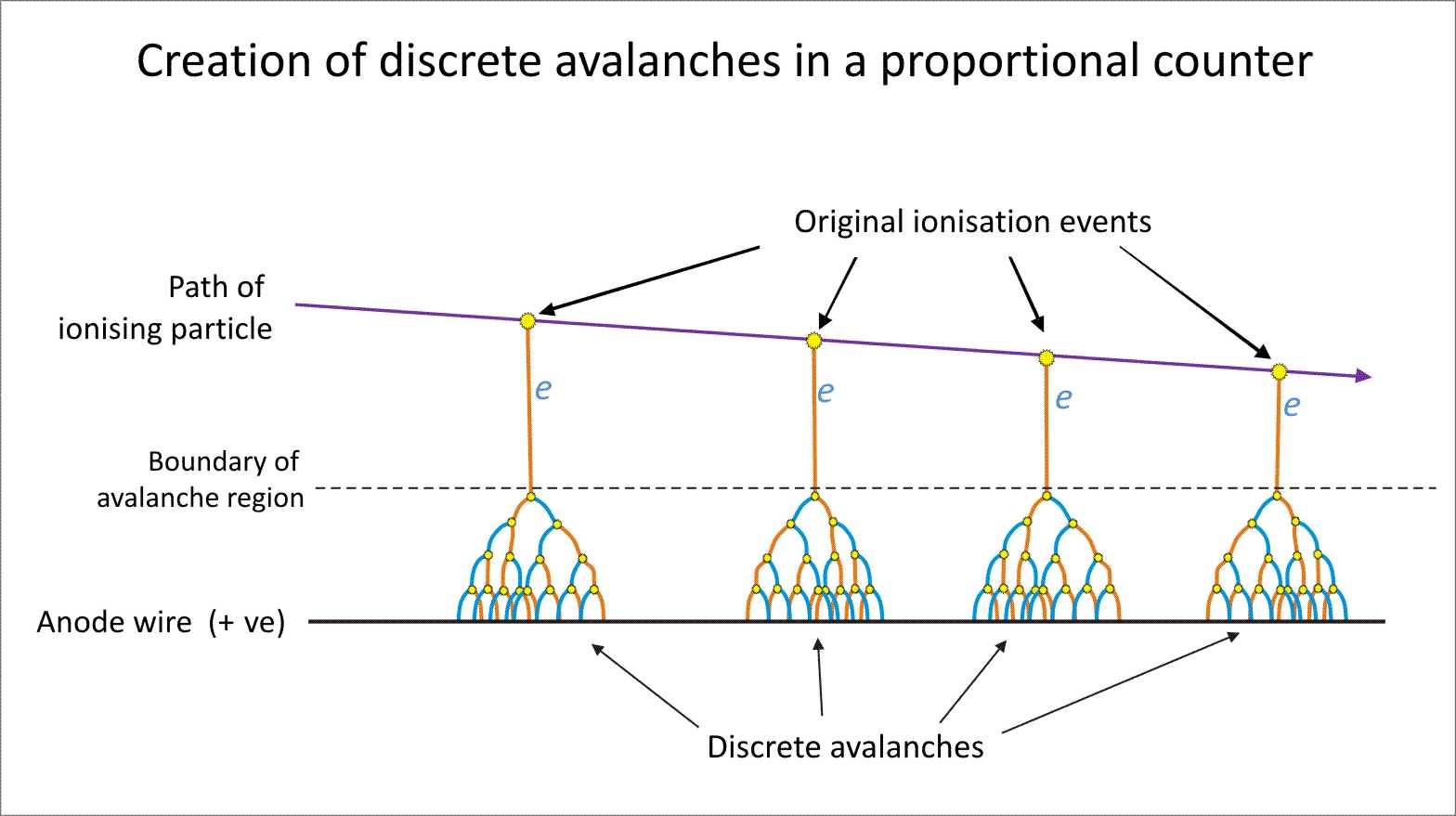
Generazione di una valanga di Townsend in un contatore proporzionale.

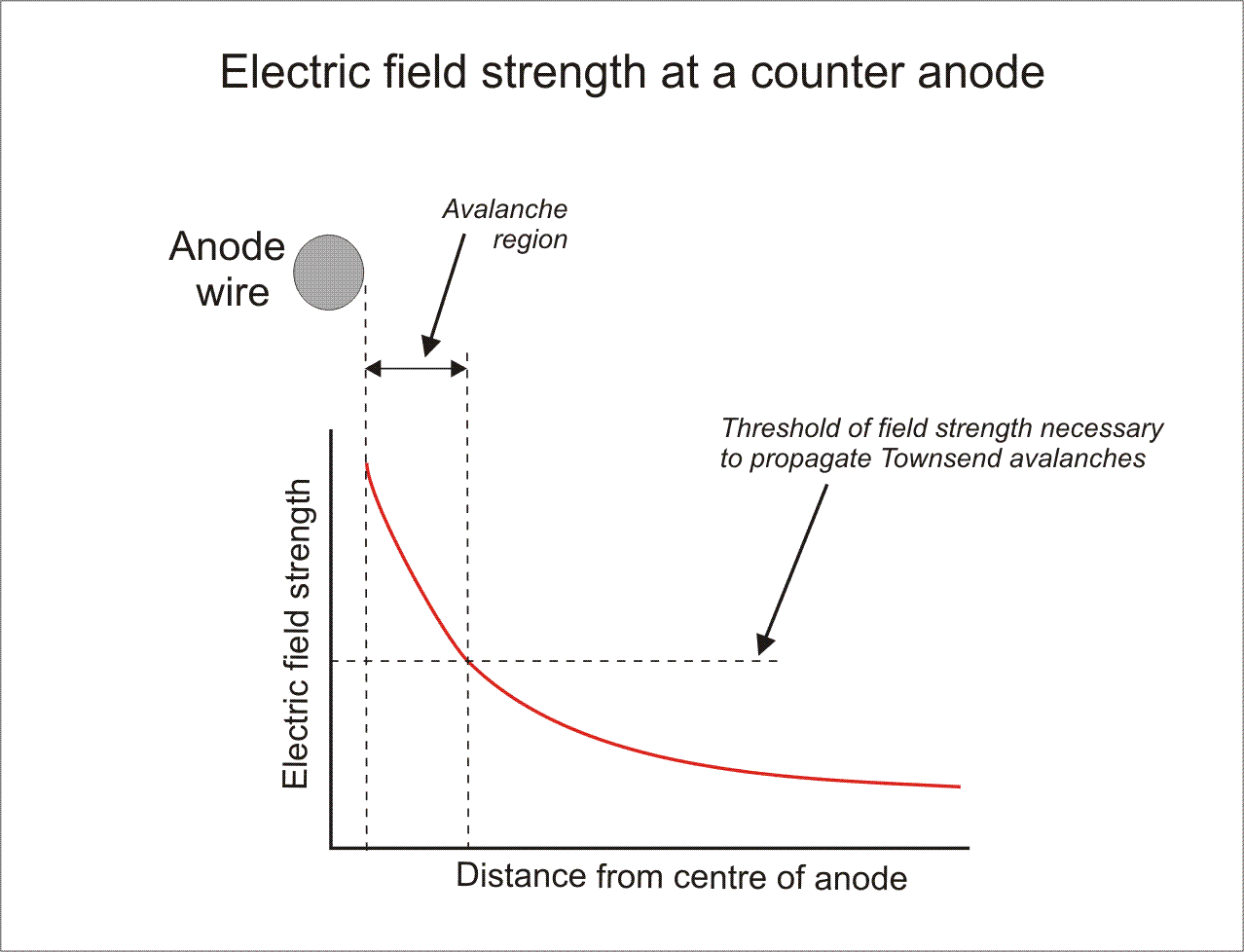
Grafico dell'intensità del campo elettrico all'anodo, che mostra i confini della regione della valanga di Townsend.

Un contatore proporzionale usa una combinazione tra il meccanismo di un tubo Geiger-Muller e una camera a ionizzazione, e opera ad un voltaggio intermedio fra quelli. Il primo grafico mostra la regione del voltaggio operativo per il tipo di contatore a cilindro coassiale.
Il rivelatore usa lo stesso principio dei contatori Geiger-Müller, ma con una tensione inferiore, ovvero nel regime proporzionale. Quando la particella ionizzante con un'energia sufficiente interagisce con le molecole del gas, produce delle coppie ione positivo - elettrone, chiamata coppia ionica. Continuando a muoversi nel gas la particella interagente forma coppie ioniche lungo la sua traiettoria. Gli elettroni creati in questo processo migrano verso l'elettrodo positivo, l'anodo, sotto l'influenza di un campo elettrico. Un contatore proporzionale differisce da una camera a ionizzazione in quanto il potenziale applicato è sufficientemente alto per far sì che un elettrone possa guadagnare abbastanza energia lungo un libero cammino medio per creare durante una collisione con le molecole neutre del gas ulteriori coppie ioniche. Gli elettroni creati in questi eventi secondari migrano anche loro verso l'anodo e creano altre coppie ioniche. In questo modo si produce una cascata, chiamata valanga Townsend. Se il potenziale è scelto accuratamente, ogni valanga avviene indipendentemente dalle altre valanghe che hanno origine dalla stessa particella primaria iniziale. Di conseguenza, anche se il numero totale di elettroni creati incrementa esponenzialmente con la distanza, la carica elettrica totale prodotta rimane proporzionale alla carica iniziale creata nell'evento originario.
Misurando la carica totale (l'integrale nel tempo della corrente elettrica) tra i due elettrodi, si può risalire alla energia cinetica persa nel rivelatore dalla particella iniziale, poiché il numero di coppie ioniche create dalla particella ionizzante è proporzionale all'energia rilasciata.
Se la tensione è minore di un valore critico, gli elettroni non raggiungono un'energia sufficiente per creare ulteriori coppie ioniche (la valanga) e il rivelatore è una camera a ionizzazione. Se invece la tensione è troppo alta, inizialmente la carica prodotta non è linearmente proporzionale all'energia, con tensioni ancora più elevate si arriva al regime di Geiger, nel quale tutti gli impulsi hanno la stessa ampiezza, e quindi si perde l'informazione sull'energia. In questo modo funzionano i contatori Geiger-Müller.
Questo processo di amplificazione della carica può migliorare notevolmente il rapporto segnale-rumore del rivelatore e ridurre la difficoltà di amplificare dei segnali troppo piccoli.

## Gas
Nei contatori proporzionali è essenziale la composizione e la pressione della miscela che compone il gas che costituisce il volume attivo del rivelatore. Poiché è essenziale la formazione delle valanghe sono da evitare gas elettronegativi che rimuovono gli elettroni, come l'ossigeno; quindi l'aria è da escludere, di solito vengono usati i gas nobili. Inoltre per avere un'alta efficienza è meglio usare gas con alto numero atomico e alte densità, quindi pressioni. In questo senso il gas più comunemente usato è l'argon. Per avere un'efficienza maggiore si può usare il più costoso kripton. Caso per caso si può scegliere una miscela particolare, per esempio negli studi di dosimetria è utile usare composti che approssimano i tessuti organici, come metano-diossido di carbonio-azoto. Per avere una maggiore velocità di risposta invece si usano composti più leggeri che consentono una velocità maggiore agli elettroni.
Spesso al gas si aggiungono piccole concentrazioni di un gas secondario, chiamato gas di quenching. Nelle collisioni gli elettroni oltre che ionizzare le molecole neutre del gas possono eccitarle. Di conseguenza, in tempi trascurabili, la molecola si diseccita emettendo un fotone, di solito nel range dell'ultravioletto. Questo fotone può interagire lontano dalla valanga da cui è generato e dare origine per effetto fotoelettrico ad un elettrone che forma un'altra valanga. Questo fenomeno è sfruttato nei contatori Geiger-Müller, ma è da evitare perché verrebbe meno la proporzionalità tra l'energia della particella primaria e la carica totale raccolta, o, nel migliore dei casi, dare origine a degli impulsi spuri a bassa energia. Per questo motivo viene aggiunto il gas di quenching, che è in grado di assorbire i fotoni senza dar luogo a ionizzazioni. Una miscela molto comune, nota come P-10 è argon (90%) e metano (10%).
A volte è utile aggiungere un terzo componente alla miscela, sfruttando l'effetto Penning. Il nuovo componente deve avere un potenziale di ionizzazione minore di quello del gas principale. Se l'energia dello stato metastabile del componente principale, che si è formato da una eccitazione dovuta ad un urto con un elettrone, è maggiore dell'energia di ionizzazione del nuovo componente, allora una collisione tra uno stato eccitato del componente principale e il nuovo componente può dar luogo ad una ionizzazione del nuovo componente. In questo modo da un atomo eccitato, la cui energia non avrebbe dato luogo ad informazione, si crea della carica, che verrà rivelata. In pratica significa diminuire l'energia media W per formare una coppia ionica. Per esempio aggiungendo etilene si può ridurre W da 26 a 20 eV e quindi migliorare la risoluzione energetica.
Il gas può essere fatto fluire nel rivelatore. In questo caso si possono modificare la composizione e la pressione del gas, ma il vantaggio principale è di ridurre gli effetti di invecchiamento di cui soffrono tutti i rivelatori di particelle. Il gas può essere riciclato, cioè fatto ricircolare dopo essere stato purificato, oppure, se non pericoloso, semplicemente eliminato nell'ambiente.

## Geometria
La geometria quasi sempre usata è quella cilindrica, che consente di raggiungere campi elettrici abbastanza alti per dar origine alle valanghe usando tensioni ragionevoli (migliaia di volt). L'anodo centrale, verso il quale migrano gli elettroni, è un filo molto sottile, mentre il catodo è la parete del cilindro, che di solito è tenuta a massa. In questa configurazione il campo elettrico ha direzione radiale e (considerando il rivelatore infinitamente esteso nella direzione assiale) ha modulo:
{\displaystyle E={\frac {V}{r\log(b/a)}}}
dove V è la differenza di tensione tra anodo e catodo, a il raggio dell'anodo, b il raggio del catodo, {\displaystyle r} la distanza dal centro.
Si nota che la regione dove avviene la valanga, ovvero dove il campo elettrico è abbastanza intenso, è una regione sottilissima attorno all'anodo.
Numerosi altri dettagli sono da tenere in considerazione, soprattutto in prossimità delle basi del cilindro. Qui il campo elettrico è molto distorto dal valore teorico di cui prima, calcolato per un cilindro di lunghezza infinita.

## Utilizzi
La proporzionalità tra l'energia della particella interagente che interagisce con il rivelatore e la carica totale creata rende i contatori proporzionali utili per la spettroscopia di particelle cariche.
Essi possono essere usati anche per rilevare fotoni di bassa energia, come raggi X o raggi gamma.